# 5652 Amphimachus
5652 Amphimachus (1992 HS3) là một thiên thể Troia của Sao Mộc được phát hiện ngày 24 tháng 4 năm 1992 bởi Shoemaker, C. S. ở Palomar.